# Xã Anderson, Quận Perkins, South Dakota
Xã Anderson (tiếng Anh: Anderson Township) là một xã thuộc quận Perkins, tiểu bang Nam Dakota, Hoa Kỳ. Năm 2010, dân số của xã này là 18 người.